# Elly van Beuzekom-Lute
Cornelia (Elly) van Beuzekom-Lute (Bakkum, 4 september 1951) is een Nederlands oud-atlete, die zich had toegelegd op het speerwerpen. Binnen twee jaar nadat zij met de atletieksport was gestart, wist Lute zich te ontwikkelen tot een van de beste speerwerpsters van het land. Tussen 1973 en 1975 verbeterde zij het Nederlandse record op dit atletiekonderdeel viermaal en het duurde tot 1986, alvorens haar beste prestatie werd overtroffen. Zij werd ook viermaal Nederlands kampioene in deze discipline, de laatste maal in 1980.

## Biografie

### Smak
Lute stamt uit een gezin met zes kinderen. Sinds zij op haar veertiende haar moeder verloor, verzorgde zij het huishouden en bemoederde haar vier broers en zuster. Overigens was er ondanks die verantwoordelijke taak tijd om te sporten. Daarbij was de atletieksport niet haar eerste liefde. Dat was wielrennen, een sport die ook door andere familieleden werd bedreven.'"Tot ik een keer tijdens een trainingsrit een smak maakte en mijn kaak op drie plaatsen brak. Ik heb toen een week in het ziekenhuis gelegen en kreeg zeven weken lang vloeibaar voedsel." Lute zag af van verdere wielrenaspiraties en ging volleyballen, een sport waarin zij vervolgens een aantal jaren erg actief was.

### Met grote sprongen naar de top
In juli 1971 sloot Lute zich aan bij de Castricumse atletiekvereniging AV Castricum. Aanvankelijk had ze het idee om zich te gaan toeleggen op kogelstoten. Toen ze echter na een maand voor de aardigheid en zonder een greintje techniek in een wedstrijd een slinger gaf aan de speer, plofte het ding 36,00 m verder op de grond. Een nieuw speerwerptalent was geboren. Bij AV Castricum begreep men direct wat hen te doen stond en dus werd Lute aan de erkende speerwerpgrootheid Frans van der Heyden gekoppeld, viervoudig Nederlands kampioen. Deze zorgde ervoor dat zij met het beste materiaal aan de slag kon. Van der Heyden verongelukte het jaar erop op tragische wijze, maar hij had Lute in die korte periode precies die incentives gegeven die nodig waren om verder te komen. Het resultaat was dat zij in 1972 al snel tot 44,84 kwam en voor het jaar om was, stond Lute met 48,38 op de tweede plaats van de nationale ranglijst. Lida Kuijs, die juist in dat jaar het Nederlands record speerwerpen naar 49,96 had getild, voerde die ranglijst aan. Carla Luyer, de Nederlandse kampioene van de twee voorgaande jaren, was door Lute inmiddels al naar de derde plaats verwezen. De Nederlandse vrouwen waren op dat moment nog ver verwijderd van de wereldtop, waarvan de besten tot afstanden van ruim boven de 60 meter waren gekomen.

### Tweestrijd
Het kon niet uitblijven of de tweestrijd tussen beide getalenteerde atletes moest in 1973 in alle hevigheid losbarsten. En dat was precies wat er gebeurde. Het buitenseizoen was nog maar nauwelijks gestart of het was al raak: op 15 april troffen beide atletes elkaar voor de eerste keer van het jaar bij een wedstrijd in Rotterdam. Het werd een memorabel duel. Want nadat Lida Kuijs als eerste Nederlandse de speer voorbij de 50 meter had geprikt, deed de in de voorbije winter met Gerard van Beuzekom gehuwde Lute haar dit ter plekke ogenblikkelijk na. Het resultaat was een nieuw Nederlands record van 50,78 voor Kuijs en 50,56 voor Van Beuzekom. Iets dergelijks was bij het speerwerpen in Nederland nog nooit vertoond.
Precies één week kon Kuijs genieten van haar succes. Op 22 april was het namelijk de beurt aan Van Beuzekom, in Heiloo kwam zij tot 52,08. Kuijs pareerde op 27 mei in Amsterdam met 52,98, waarna Van Beuzekom op 24 juni in Drachten althans voor dat jaar met een worp van 54,36 aan het langste eind trok. De Nederlandse titel ontfutselde ze Kuijs echter niet.

### Zicht op internationale aansluiting
In de twee jaren die volgden bleef het totaalplaatje ongewijzigd. De twee Noord-Hollandse atletes stuwden elkaar onophoudelijk verder omhoog, waarbij Kuijs steeds de nationale titel voor zich opeiste, terwijl de inmiddels naar Alkmaar verhuisde Van Beuzekom qua afstand telkens aan het langste eind trok. Beide speerwerpsters bleken min of meer tot elkaar te zijn veroordeeld, hadden elkaar nodig om boven zichzelf uit te stijgen. Van Beuzekom had in een interview al eerder toegegeven, dat zij er zonder de tegenstand van Kuijs waarschijnlijk al gauw de brui aan had gegeven. "Ik heb het wel gehad dat Lida er op een wedstrijd niet was. Ik gooide 51,27 m en nummer twee 32 m! Nou, dat is een gat van 20 m, daar is natuurlijk niks aan, ook niet voor de juryleden."
En zo ontwikkelden beiden zich naar 55,76 (Elly) versus 55,58 (Lida) in 1974 en 57,90 (Elly) versus 57,12 (Lida) in 1975. De achterstand op de wereldtop, die twee jaar eerder nog zo ver weg leek, was grotendeels overbrugd. Logisch dat zij dus vanaf 1974 van de KNAU ook de kans kregen om hun (bescheiden) rol op internationaal niveau mee te spelen. Bij de Europese kampioenschappen van 1974 in Rome leverde dat overigens niet meer op dan deelname. Kuijs noch Van Beuzekom kwamen door de kwalificatieronde heen, waarvoor een worp van 54 meter vereist was. Het kon het tweetal, dat tot dan toe nauwelijks internationale ervaring had opgedaan, eigenlijk niet kwalijk worden genomen.

### Montreal een brug te ver
Het jaar 1976 was voor Van Beuzekom en Kuijs een belangrijk atletiekjaar, want de Olympische Spelen van Montreal stonden op het programma. Aanvankelijk maakte Van Beuzekom deel uit van de voorlopige olympische selectie. Maar door een al in juni 1975 opgelopen spierblessure in haar werparm, waardoor zij dat jaar onder andere de nationale kampioenschappen moest overslaan, verdween ze daar weer uit. Desondanks was zij in 1976 aan het begin van het seizoen vol vertrouwen. Maar het NOC had de lat voor uitzending naar Montreal met een kwalificatie-eis van 60 meter wel erg hoog gelegd en dat bleek een barrière die noch door Van Beuzekom, noch door Kuijs kon worden genomen. Schrale troost voor Van Beuzekom was haar eerste overwinning op Kuijs en dus haar eerste titel bij de Nederlandse kampioenschappen met gelijk de beste jaarprestatie: 55,80.
Het volgende jaar was betrekkelijk kleurloos in vergelijking met de voorgaande edities. Kuijs raakte in verwachting en sloeg een jaar over, waardoor Van Beuzekom min of meer aan zichzelf was overgeleverd. Ondanks een acute buikoperatie die zij in maart van dat jaar moest ondergaan, kwam haar leidende positie bij het speerwerpen in Nederland overigens geen moment in gevaar. Op haar sloffen haalde Van Beuzekom in Sittard haar tweede nationale titel op. Met 'slechts' 51,70 wierp ze desondanks meer dan vijf meter verder dan de verzamelde concurrentie. De constant opgaande lijn in de eerste helft van de jaren zeventig was echter doorbroken; met een beste jaarprestatie van 52,40 was Van Beuzekom in feite terug bij af.

### Keiharde duels
Voor het opkrikken van Van Beuzekoms motivatie was het dus essentieel, dat de inmiddels getrouwde Lida Berkhout-Kuijs zich weer in de atletiekarena zou laten gelden. Toen dat in 1978 het geval bleek, was Van Beuzekom aanvankelijk dan ook weer blakend van zelfvertrouwen. Berkhout was na haar afwezigheid echter minstens zo gretig en dat leverde tussen het tweetal verschillende keiharde gevechten op. Hoogtepunt dat jaar was ongetwijfeld het duel om de Nederlandse titel in Groningen. Met 56,30 om 55,14 beslechtte Berkhout de strijd dit keer weer in haar voordeel. Beiden leverden gelijk hun beste jaarprestaties. Belangrijker was de constatering, dat de twee toonaangevende werpsters in Nederland hun niveau van 1975 weer hadden benaderd.
Verdere vooruitgang bleek er in de jaren die volgden echter niet meer in te zitten. In 1979 waren bij de Nederlandse kampioenschappen de rollen weer eens omgedraaid en trok Van Beuzekom aan het langste eind. Maar haar beste jaarprestatie lag met 55,04 onder het niveau van het jaar ervoor en datzelfde gold voor Berkhout. Desondanks stak het tweetal onveranderd ver boven de rest in Nederland uit.

### Op jacht naar Moskou-limiet
Opnieuw brak een olympisch jaar aan en Van Beuzekom had zich vast voorgenomen er alles aan te doen om de limiet van 61 meter te halen. "Van de winter heb ik zo’n 7 à 8x per week getraind en keihard. Zelfs heb ik naast mijn eigen huishouding er nog een voor halve dagen bijgenomen om mijn eigen sport te betalen. Maar ik heb dit jaar alles op Moskou gegooid en ik moet dan ook die anabolica-limiet van 61m halen, maar dán wél op mijn pure Noordhollandse struisheid", aldus een felle Van Beuzekom in het voorjaar van 1980. Vroeg in het seizoen kwam ze al veelbelovend ver: in Keulen gooide ze op 12 april tijdens een internationale werpersdag de speer naar 57,06, een week later gevolgd door 57,58. Zo dicht bij haar eigen nationale record uit 1975 was ze sindsdien nog nooit gekomen.
Het bleef hierbij; verder kwam Van Beuzekom dat jaar niet. De Olympische Spelen zag zij opnieuw aan haar neus voorbijgaan, alle goede voornemens ten spijt. De afwezigheid van vaste concurrente Berkhout, die in mei van haar tweede dochter beviel, had hier ditmaal nauwelijks invloed op. Interessant is om vast te stellen dat Van Beuzekom met haar 57,58 in Moskou op een twaalfde plaats zou zijn terechtgekomen. Maar zo werkt het in de sport nu eenmaal niet. Kampioene van Nederland werd zij met 53,10 natuurlijk weer wel. De verrassend snel weer op de been zijnde Berkhout werd nog tweede.

### Geruisloos einde atletiekloopbaan
Daarna was het gedaan met de motivatie van Van Beuzekom. Ze nam in de jaren die volgden nog maar sporadisch deel aan atletiekwedstrijden en kwam nooit meer aan het niveau dat zij in haar beste jaren had bereikt. Van Beuzekom verdween ten slotte uit het Nederlandse atletiekbeeld. Haar naam in de nationale recordboeken werd echter pas in 1986 door Ingrid Lammertsma uitgewist.

## Nederlandse kampioenschappen
Outdoor
| Onderdeel   | Jaar                   |
| ----------- | ---------------------- |
| speerwerpen | 1976, 1977, 1979, 1980 |

Indoor
| Onderdeel   | Jaar |
| ----------- | ---- |
| kogelstoten | 1980 |

## Records

### Persoonlijke records
| Onderdeel                     | Prestatie       | Datum        | Plaats    |
| ----------------------------- | --------------- | ------------ | --------- |
| kogelstoten                   | 13,53 m         | 26 juni 1976 | Amsterdam |
| speerwerpen (600gr oud model) | 57,90 m (ex-NR) | 8 juni 1975  | Beverwijk |

### Nederlandse records
| Onderdeel   | Prestatie | Datum         | Plaats    |
| ----------- | --------- | ------------- | --------- |
| speerwerpen | 52,08 m   | 22 april 1973 | Heiloo    |
|             | 54,36 m   | 24 juni 1973  | Drachten  |
|             | 55,76 m   | 23 mei 1974   | Heiloo    |
|             | 57,90 m   | 8 juni 1975   | Beverwijk |

## Palmares

### kogelstoten
- 1978:  NK indoor in Zwolle – 12,56 m
- 1980:  NK indoor in Zwolle – 13,32 m
- 1980: 7e NK – 12,36 m

### speerwerpen
- 1972:  NK – 42,82 m
- 1973:  NK – 44,38 m
- 1974:  NK – 50,90 m
- 1976:  NK – 55,80 m
- 1977:  NK – 51,70 m
- 1978:  NK – 55,14 m
- 1979:  NK – 51,12 m
- 1980:  NK – 53,10 m
- 1981:  NK – 46,82 m
- 1982: 7e NK – 42,36 m